# サラネアおせっかい
サラネアおせっかい (タイ語:สาระแน โอเซกไก ) は、2012年10月18日に公開されたタイの映画。
これは、ラック666の4番目の映画であり、M39との最初のコラボレーションである。出演者はペナルティ (ヒデ、ワッキー)、ボリボーン チャンルアン、フープーン ポンパヌ、ネコジャンプ（ワラッター・イムラーポン、チャラッター・イムラーポン）、パドゥン ソンセーンなど。興行収入は 39,477,785 バーツだった。
　日本では、第5回沖縄国際映画祭（2013年3月）で上映された。

## 概要
タイで15年続くドッキリ番組「サラネア」は、タイの人たちにはよく知られた人気番組。新たなインスピレーションを日本に求めた彼らは、「吉本興業」と一緒に本番組を映画化した。タイの人気コメディアンの目から見たフジヤマ、ゲイシャ、サムライ、ニンジャといったニッポンの描写は、摩訶不思議な楽しさに満ち溢れており、ほほえみの国タイと、日本の笑いとの幸福な融合が果たされ、誰も観たことがない笑いがここに繰り広げられる。

## あらすじ
タイの人気コメディアン、ウィリーとホイは、日本を舞台にしたドッキリ番組を企画。制作会社のボスから多額の制作費を引き出すことに成功したものの、ボスは浪費癖のあるホイが監督を務めることに不安を隠せない。
　そんなボスの不安をよそに、ウィリーとホイはドッキリ番組の撮影のために来日。今回のターゲットは、美人双子アイドルのネコジャンプ、イケメン俳優のケンなど、タイで大人気のタレントたちだ。
　事前にCMやバラエティ番組の収録だと知らされていた彼らは、言葉が通じない異国の地ということもあって、自分がドッキリを仕掛けられていることにまったく気づかない。それをいいことに、仕掛け人のウィリーとホイは、タイ語が堪能なペナルティのワッキーをはじめとした吉本芸人たちと一緒になって、やりたい放題。そんな彼らのドッキリは次から次へと大成功！
　興が乗ってきたホイは、芸者や侍、忍者などが登場する映像を次々と撮影。しかし、それら予想外の映像が撮影されたと報告されるたびに、ボスは予算を超過するのではないかと、気が気ではない。それでも何とかボスをやりこめていたホイだが、そこにはとんでもない落とし穴が待ち構えていた…!?

## 出演
- ギアティサック・ウドマナーク（ホイ）
- ルアンリット・マッキントッシュ（ウィリー）

- 日本のお笑い芸人
  - ヒデ（ペナルティ）
  - ワッキー（ペナルティ）
  - まちゃまちゃ
  - 横山きよし(ものいい)
  - 吉田サラダ(ものいい)
  - チャド・マレーン
  - 芦澤和哉
  - 北条ふとし
  - 若月透(若月)
  - 若月亮(若月)
  - YUMIE(GALAXXXXY★)
  - JUMKO(GALAXXXXY★)
  - ERI(杏仁豆腐)
  - パンチ浜崎(ザ・パンチ)
  - ノーパンチ松尾(ザ・パンチ)
  - 竹永善隆(コンマニセンチ)
  - 堀内貴司(コンマニセンチ)
  - ユウキロック(ハリガネロック)
  - 大上邦博(ハリガネロック)

- どっきりのターゲット
  - ププーム・ポンパーヌ(ケーン)
  - ワラッター・イムラーポン（ネコジャンプ）
  - チャラッター・イムラーポン（ネコジャンプ）
  - ボリブーン・チャンルアン(タック)
  - ライト
  - ギアティサック・ウドマナーク

- 俳優
  - ニシ・サムット・コチョーン
  - スリファン・チュエンチャブーン
  - マルート・シャンブーン
  - スティワン・シンプラムアン

## サウンドトラック
- サラネアおせっかい：タナポン・スリカンチャナ
- 愛しすぎるのは間違っている：タナポン・チャイラロップ
- 好きになればなるほどからかう：マスケッターズ